# Broken By The Scream
Broken By The Scream（ブロークンバイザスクリーム）は、日本国内外で活躍するメタル系スクリーミングアイドル。略称「BBTS」。

## メンバー
| 名前         | よみ              | ニックネーム                  | 誕生日   | カラー   |  |
| ------------ | ----------------- | ----------------------------- | -------- | -------- |  |
| 野月平イオ   | のづきだいら いお | いおりん、イオネキ、イオ様    | 3月25日  | オレンジ |  |
| 七々扇ツバキ | ななおうぎ つばき | ツバキ、ツバキちゃん、七々扇  | 11月20日 | グリーン |  |
| 御子神シズク | みこがみ しずく   | シズク、シズクちゃん ズクシー | 12月26日 | レッド   |  |
| 鷹屋敷ヤヨイ | たかやしき やよい | ヤヨイ、ヤヨイちゃん          | 8月7日   | ブルー   |  |

| 名前         | よみ              | カラー   |               |
| ------------ | ----------------- | -------- | ------------- |
| 御舘田スミレ | みたてだ すみれ   | ブルー   | 2017年2月脱退 |
| 熊埜御堂ヤエ | くまのみどう やえ | レッド   |               |
| 流鏑馬アヤメ | やぶさめ あやめ   | ピンク   |               |
| 雲林院カグラ | うりいん かぐら   | パープル |               |

## 来歴
2017年
- 1月7日、デビューに先立ってYouTubeチャンネルを設立。「oh!my!ME・GA・MIに恋してる!」のミュージックビデオを先行公開。
- 1月15日、西川口Heartsにてデビュー。熊埜御堂ヤエ、流鏑馬アヤメ、野月平イオ、御館田スミレの4名で始動。
- 4月15日、雲林院カグラ加入。
- 9月10日、初のワンマンライブを渋谷DESEO「The First Scream」開催。
- 11月8日、ミニアルバム『SCREAMING RHAPSODY』をPCI MUSICより発売。

2018年
- 1月15日、ミュージックビデオ「恋は乙女の泣きどころ」をYouTube公開。(現在43万再生)
- 4月10日、オールデスヴォイスによる楽曲「 Do・Do・N・Pa!! 」をYouTubeにて公開。
- 5月5日、グループ初となるバンドセットでの単独公演「Morbid Idol Of Death Punch!!」をClub Asiaにて開催。
- 5月12日、テレビ朝日「世界が驚いたニッポン!スゴ～イデスネ!!視察団」2時間SPにてスポット出演。
- 8月3日、TOKYO IDOL FESTIVAL 2018出演。モッシュ禁止の厳戒態勢の中、ダイバーシティ前ステージでモッシュが起こり始め、一時警備が入りフロアが騒然となる。
- 8月20日、ミュージックビデオ「サヨナラバースデー」をYouTube公開。(現在100万再生突破)
- 8月22日、1stアルバム『AN ALIEN'S PORTRAIT』をPCI MUSICより発売。
- 9月5日、BAND SET ONEMAN SHOW「Six Feet Over Killing!!」を渋谷CLUB QUATTROにて開催。
- 12月25日、渋谷CYCLONEにて「FEST OF EXTREME 2018」開催。MAKE MY DAY、HONE YOUR SENSE、Graupelらが参加。
- 12月30日、台湾・台中文心森林公園で開催の大型野外ロックフェスティバル「搖滾台中 ROCK IN TAICHUNG」に参加。

2019年
- 1月5日、BARKUP FUKUOKAで開催された『BARKUP FUKUOKA Presents DREAM × PARADE vol.1』[1]にて、MUCC、ミオヤマザキ、首振りDollsらと共演。
- 1月、初の韓国遠征を敢行。19日には現地有名ロックバンドらと共演、翌日はBRATSと共に韓国 West Bridge Live Hallにて2MANライブ開催。
- 3月16日、ミュージックビデオ「ハルウララ」をYouTube公開。(現在41万再生突破)
- 3月29日、渋谷WWWにて自身初となる東名阪ツアー"HEAVEN SHALL BURNING BODY" が初日を迎える。w/Paledusk/KEEP YOUR HANDs OFF MY GIRL/FOAD
- 4月6日、"HEAVEN SHALL BURNING BODY" 名古屋編 APOLLO BASE 単独公演。
- 4月7日、"HEAVEN SHALL BURNING BODY" 大阪編 FANJ twice 単独公演。
- 4月27日、"HEAVEN SHALL BURNING BODY" 東京編 渋谷Club Asia 単独公演。
- 5月25日、"HEAVEN SHALL BURNING BODY" in FINAL 台湾編 花漾Hana展演空間単独公演。
- 8月3日、韓国大型フェス「Jeonju Ultimate Music Festival(JUMF) 2019」に出演。韓国 全州市 Jeonju Sports Complex Stadiumにて。
- 8月10日、ミュージックビデオ「アイハキミノモノ」をYouTube公開。この楽曲はPS4「お姉チャンバラ-ORIGIN-」のテーマ曲として使用され、初のタイアップ作品としてサブスクなどでもBroken By The Screamの人気曲となっている。
- 8月30日-9月2日、アメリカ・アリゾナ州フェニックスにて開催のコンベンションにゲスト参加。
- 10月24日、2ndアルバム『Noisy Night Fever』をPCI MUSICより発売。
- 10月27日、ONEMAN LIVE「Killswitch Young Lad」をVeats Shibuyaにて開催。
- 12月24日、ファンクラブ会員限定 単独公演「SCREAMING CHRISTMAS 2019」開催。

2020年
- 3月4日、西川口Hearts Protest The Tranquility -The First Day-が新型コロナウイルス感染症の影響により中止。その後、Ailiph Doepa、MAKE MY DAYなどのツアー帯同含む、秋田、仙台、大阪公演など含む最終日まで全公演が開催中止となる。
- 4月19日、単独公演 ”Protest The Tranquility” -WEST SIDE- 神戸VARIT公演 開催中止。
- 4月24日、”Protest The Tranquility” -EAST SIDE- 渋谷CYCLONE公演 開催中止。w/Victim of Deception / Graupel / Salty Dog / OPENING ACT：花冷え。
- 5月9日・10日、Monster Energy × Emerge Music Festival -台湾公演- 開催中止。
- 5月31日、”Protest The Tranquility” -FINAL- 赤羽ReNY alpha公演 開催中止。
- 11月28日、”Protest The Tranquillity” ～最鋼のセンセーション～を昼夜二部制にて恵比寿LIQUID ROOMにて開催。新型コロナウイルスの第三波感染拡大で旅行支援の中止、各自治体が遠方への移動自粛を求めるなど開催自体が危ぶまれる中でのギリギリの開催となった。

2021年
- 5月14日、単独公演「Job For A Callboy」を赤羽ReNY alphaにて開催。ここでも緊急事態宣言が延長され、開演時間が変更になるなどの影響を受ける。
- 9/25日・26日、オンラインイベント Rock in Taichungー搖滾台中2021に参加。w/ tricot(JP)/the telephones(JP)/滅火器Fire EX./宇宙人Cosmos People/鄭宜農Enno Cheng/棉花糖katncandix2/and more
- 11月16日、ABEMA「矢口真里の火曜The NIGHT」出演。
- 11月、東洋水産のカップラーメン「QTTA（クッタ）」のWeb CMに野月平イオが起用される。「思ってたよりうまいMOVIE」でツインテールを外して、デスボイスで歌唱する姿がネット上で話題となった。(現在は非公開)
- 12月22日、Broken By The Scream ONEMAN SHOW「Obscura Burns Red」をShibuya O-WESTにて開催。同日、熊埜御堂ヤエ脱退。公演終了後スクリーンにて新メンバー”七々扇ツバキ”の加入が発表される。

2022年
- 1月7日、Broken By The Scream 新体制始動イベント 「Reborn」開催。七々扇ツバキが同日デビュー。
- 1月31日、七々扇ツバキ加入後初のミュージックビデオ「感情クロスカウンター」をYouTube公開。現在67万回再生突破
- 6月9日、"Broken By The Scream ONEMAN SHOW「Lamb of Ghost Inside」" 渋谷WWWにて開催。
- 7月1日、リード楽曲「ココロ、晴レ晴レ」をYouTube公開。
- 7月2日、FM FUJI にて初のレギュラーラジオ番組「oh!my!メタルーム!」放送開始。
- 7月20日、徳間ジャパンコミュニケーションズより3rdアルバム『RISE into CHAOS』でメジャー・デビュー。
- 11月4日、「Bless The Perish」大阪単独公演を心斎橋FANJtwiceにて開催。
- 11月5日、「Bless The Perish」名古屋単独公演を新栄シャングリラにて開催。
- 12月3日、「Bless The Perish」東京単独公演を新宿BLAZEにて開催。同日に翌年の、米国・台湾などの海外公演を発表。

2023年
- 2月17日-19日、アメリカ・ナショナルハーバーにて開催されるコンベンションにゲスト出演。
- 2月25日・26日、「浮現祭 2023 Emerge Fest」 in 台中清水鰲峰山運動公園 (Aofong Mountain Sports Park)に両日出演。27日台北三創生活園區 Clapper Studioで開催されたイベントにメインアクトとして出演。
- 3月5日、「TOKYO RIDE」in 新宿BLAZEがYouTubeにて公開。
- 3月26日、赤羽ReNY alphaにて「Fest of Extreme 2023」を開催。w/a crowd of rebellion/アイリフドーパ/MAKE MY DAY/Victim of Deception/
- 4月23日、コラボ作品「陽炎 feat. Isam(from MAKE MY DAY)＆アイガーゴイル (from アイリフドーパ)」をYouTubeにて公開。
- 5月3日・4日、被り曲一切無しの単独公演 "SPECIAL 2DAYS" を渋谷CYCLONEにて開催。両日完売。
- 7月8日、サンシャイン池崎とのコラボ楽曲「Rising sun feat. サンシャイン池崎」のミュージックビデオをYouTube公開[2]。
- 7月26日、ミニアルバム『Whitewater Park』を徳間ジャパンコミュニケーションズより発売。
- 11月18日"Broken By The Scream BAND SET ONEMAN SHOW 「Born Of Gatherum」"を渋谷ストリームホールで開催。同日を以て、流鏑馬アヤメと雲林院カグラが正式に卒業。
- 12月12日、御子神シズクが正式に加入、12月20日の西川口ハーツで開催された Broken By The Scream presents「Re-Evolution」にて初お披露目。

2024年
- 1月よりアメリカ・ロサンゼルス公演。
- 3月3日、X(旧Twitter)にて鷹屋敷ヤヨイ加入が発表される。
- 3月23日、YouTubeにて公開された「月光可憐ストライプ」でビジュアル解禁。
- 3月29日、大塚Hearts+で開催されたBroken By The Scream presents「Re-Evolution-unlimited-」にて初お披露目となった。
- 4月よりアメリカ(ニューヨーク・ロサンゼルス)・ブラジル・チリ・メキシコ 合計5か所を回るツアーを発表。
- 8月フランス大型フェス「Motocultor Festival」に参加

## 音楽性
活動当初から一聴してアイドルとは思われないような、振り切ったメタルミュージックを一貫して活動。2017年頃では珍しい低音デスボイスのグロウルとハイトーンスクリームのメンバーとに分担を分け、そこにアイドルらしいキャッチーさの絶妙なギャップがBroken By The Screamの魅力と言える。

## ディスコグラフィー

### フルアルバム
- 2018年 AN ALIEN'S PORTRAIT
- 2019年 Noisy Night Fever
- 2022年 RISE into CHAOS

### ミニアルバム
- 2017年 SCREAMING RHAPSODY
- 2021年 〜extended〜（会場限定）
- 2023年 Whitewater Park

### シングル
- Broken By The Scream（会場限定）